# Phs. van Ommeren
Phs. van Ommeren was een Rotterdamse rederij.

## Geschiedenis
In 1839 werd rederij Van Ommeren in Rotterdam opgericht als scheepsagentuur en expediteur onder de naam Stoomvaart Maatschappij 'De Maas'. In de daarop volgende jaren werden de activiteiten uitgebreid naar zeescheepvaart, binnenvaart, tankopslag, stuwadoorsactiviteiten en distributiecentra.
In 1922 werd de firma omgezet in een naamloze vennootschap NV Phs. van Ommeren's Scheepvaartbedrijf door Philippus van Ommeren (tot 1933 Filippus genaamd en daarna zelf veranderd in Philippus). 
Filippus werd geboren op 5 maart 1807 en zodra hij oud genoeg was ging hij in de leer bij zijn vader Jan van Ommeren, die cargadoor, scheepsmakelaar en agent was.
Ter gelegenheid van haar honderdjarig bestaan schonk de rederij in 1939 de Hofpleinfontein aan de stad Rotterdam. De fontein zou geplaatst worden op het Droogleever Fortuynplein, aan de noordzijde van de Maastunnel, maar werd na de Tweede Wereldoorlog op het Hofplein geplaatst. De fontein wordt in de volksmond ook wel de 'Flipspuit' genoemd, verwijzend naar Philippus "Flip" van Ommeren (1900-1994).
Eind jaren zeventig van de twintigste eeuw werd begonnen met het investeren in handelsbedrijven omdat de resultaten van de scheepvaart sterk wisselden. 
Begin jaren negentig werd gekozen voor twee kernactiviteiten: scheepvaart en tankopslag. De overige taken werden afgestoten.
In 1999 fuseerde Van Ommeren met de firma Pakhoed en werd de rederij omgedoopt tot Vopak, een samentrekking van de namen van de twee bedrijven waaruit het bedrijf is ontstaan.
In 2001 verscheen een boek voor oud-werknemers, Geschiedenis Koninklijke Van Ommeren N.V. - 1835-1999. Hierin is een perspectieftekening opgenomen van een ontwerp voor een kantoorpand aan de Westerlaan/Westerkade van het architectenbureau Brinkman & Van der Vlugt, dat vanwege de economische crisis in 1933 niet is gebouwd.